# Tavoris Cloud
Tavoris Cloud est un boxeur américain né le 10 janvier 1982 à Quincy en Floride.

## Carrière
Champion d'Amérique du Nord des mi-lourds NABO & NABA en 2008, il remporte le titre mondial IBF laissé vacant par Chad Dawson en battant aux points le britannique Clinton Woods le 28 août 2009,. Cloud conserve sa ceinture également aux points contre le jamaïcain Glen Johnson le 7 aout 2010 et Fulgencio Zuniga le 17 décembre.
Le 25 juin 2011, il bat par arrêt de l'arbitre au 8e round son challenger officiel Yusaf Mack puis l'espagnol Gabriel Campillo le 18 février 2012 aux points par décision partagée.
Il perd son titre IBF des mi-lourds le 9 mars 2013 face au vétéran Bernard Hopkins (48 ans) aux points. Il s'agit là de sa première défaite chez les professionnels, suivie par un second revers le 28 septembre 2013 contre le canadien Adonis Stevenson, champion WBC de la catégorie, puis d'un KO au second round subi contre Artur Beterbiyev le 27 septembre 2014.